# 奉城镇
奉城镇，是中华人民共和国上海市奉贤区下辖的一个乡镇级行政单位。位于上海市郊南部奉贤区境内东部。面积110.65平方公里。户籍人口8.50万人（2008年）。

## 歷史
2002年5月，塘外、洪庙镇併入奉城镇。2003年，撤销头桥镇、奉城镇，重新设立新奉城镇。2019年10月，奉贤区人民政府设立城投企业——上海头桥发展（集团）有限公司，剥离奉城镇对原头桥镇的社会管理权限。2024年7月，恢复设立奉贤区头桥街道办事处。

## 行政区划
奉城镇下辖以下居委会及村委会：
第一社区、第二社区、第三社区、第四社区、头桥第一社区、头桥第二社区、洪庙第一社区、洪庙第二社区、塘外社区、灯民村、高桥村、陈桥村、八字村、路口村、久茂村、爱民村、永民村、联民村、新民村、东门村、城东村、南街村、奉城村、北门村、白衣聚村、盐行村、朱墩村、大门村、塘外村、卫季村、护民村、洪东村、洪北村、洪庙村、洪西村、洪南村、协新村、朱新村、集贤村、陆家桥村、红旗村、冯家村、幸福村、戴家村、分水墩村、二桥村、蔡家桥村、东新市村、南宋村和北宋村。